# مجموعة الفرديات
مجموعة الفرديات هو ثاني ألبوم أفضل الأعمال للفنانة الأمريكية بريتني سبيرز، الذي أصدرته تسجيلات جايف احتفالاً بالذكرى العاشرة على بدء مهنة سبيرز مع جايف.
تضمن الألبوم أغنية واحدة جديدة «3»، وأحب النقاد بشكل عام الألبوم، الذين أشاروا إلى تأثير سبيرز الكبير على الموسيقى في العقد الأول من مهنتها.

## روابط خارجية
- مجموعة الفرديات على موقع أول موفي (الإنجليزية)